# Clinopodium latifolium
Clinopodium latifolium là một loài thực vật có hoa trong họ Hoa môi. Loài này được (H.Hara) T.Yamaz. & Murata mô tả khoa học đầu tiên năm 1993.